# Herbert Floss
Herbert Floss (ur. 25 sierpnia 1912 w Reinholdshain, zm. 22 października 1943 w Zawadówce) – SS-Oberscharführer, uczestnik akcji T4, zbrodniarz hitlerowski. Zasłynął jako specjalista od kremacji w obozach zagłady w Bełżcu, Sobiborze i Treblince.

## Życiorys
Urodził się w wiosce Reinholdshain w Rudawach. Po ukończeniu szkoły podstawowej kształcił się na farbiarza. Nie zdobył jednak stałego zatrudnienia w tym zawodzie, stąd był zmuszony imać się różnych zajęć. W 1930 roku został członkiem NSDAP, a rok później wstąpił do SA.
W kwietniu 1935 roku wstąpił do batalionu „Elbe” należącego do formacji SS-Totenkopfverbände. Służbę pełnił w obozie koncentracyjnym Lichtenburg. W 1937 roku wraz ze swą jednostką został przeniesiony do Dachau i wcielony do pułku SS-TV „Oberbayern”. Według niektórych źródeł pełnił służbę w obozie koncentracyjnym Buchenwald. W SS posiadał numer członkowski 281 582.
Po wybuchu II wojny światowej został przydzielony do personelu akcji T4, czyli tajnego programu eksterminacji osób psychicznie chorych i niepełnosprawnych umysłowo. Służył w „ośrodku eutanazji” w Bernburgu.
Jako jeden z pierwszych weteranów akcji T4 został skierowany do okupowanej Polski, aby wziąć udział w eksterminacji Żydów. Na początku 1942 roku rozpoczął służbę w obozie zagłady w Bełżcu. Już w kwietniu tegoż roku został jednak przeniesiony do obozu zagłady w Sobiborze. Według Ericha Fuchsa jeszcze przed jego formalnym uruchomieniem uczestniczył próbnym zagazowaniu kilkudziesięciu żydowskich kobiet. Później służył jako „kasjer” w tzw. obozie II. Jego zadaniem było odbieranie ofiarom złota, pieniędzy i kosztowności do rzekomego „depozytu”. Według Chrisa Webba przez pewien czas pełnił funkcję zastępcy komendanta Sobiboru.
Latem 1942 roku masowe groby w Sobiborze uległy przepełnieniu, na skutek czego w okolicy zaczął rozchodzić się fetor rozkładających się zwłok, a obozowym studniom zagroziło zatrucie. Zapadła wówczas decyzja o wydobyciu i spaleniu wszystkich ciał. Najprawdopodobniej akcją tą kierował Floss. Wkrótce stał się ekspertem akcji „Reinhardt” do spraw kremacji ludzkich zwłok. Zimą 1942/43 przebywał w obozie zagłady w Bełżcu, pomagając tamtejszej załodze w ekshumacji i spaleniu blisko 450 tys. zwłok.
Wiosną 1943 roku w tym samym celu został wysłany do obozu zagłady w Treblince. Pod jego nadzorem wzniesiono tam sześć rusztów spaleniskowych zbudowanych z szyn kolejowych, na których jednorazowo można było spalić 12 tys. zwłok. Pokierował także pierwszymi kremacjami, podczas których ostatecznie udoskonalono technikę zacierania śladów ludobójstwa. Więźniowie Treblinki nadali mu przydomki „Artysta”, „Karl Marx”, „Tadellos” – to ostatnie od wyrażenia, którego używał ze szczególnym upodobaniem. Wykonawszy zadanie w Treblince, powrócił do Sobiboru.

Przybył do obozu Oberscharführer ze znakiem SS i zarządził prawdziwe piekło. Był to mężczyzna lat około 45 wzrostu średniego, zawsze uśmiechnięty. Jego ulubione słowo – „tadellos” […] Twarz jego dosyć łagodna nie wyrażała tego co kryło się w jego podłej duszy. Prawdziwe miał z tego zadowolenie, gdy patrzał na palące się trupy. Płomień ten był dla niego najdroższym zjawiskiem. Pieścił go wzrokiem, leżał przy nim i uśmiechał się i przemawiał do niego – relacja Jankiela Wiernika, ocalałego więźnia Treblinki.

14 października 1943 roku więźniowie Sobiboru wzniecili w obozie zbrojne powstanie. W konsekwencji kierownictwo akcji „Reinhardt” podjęło decyzję o likwidacji obozu i rozkazało stopniowo odsyłać służących w nim strażników z formacji z SS-Wachmannschaften do obozu szkoleniowego w Trawnikach. Zadanie odeskortowania jednej z grup otrzymał Floss. 22 października 1943 roku podczas postoju na stacji w Zawadówce doszło do buntu i dezercji, a Floss został zastrzelony przez strażnika Wasyla Hetmańca.